# 我獨自升級
我獨自升級（韓語：나 혼자만 레벨업）是由Chugong（韓語：추공）所創作的韓國網路小說。自2016年7月25日起在Kakao的數位漫畫與小說平台KakaoPage上連載，並於2016年11月4日起由D&C Media旗下Papyrus书系出版。截至2021年10月，已正式授权Webnovel英文网络版，并授权Piccoma日文网络版。
由該小說所改編的網路漫畫自2018年3月4日起在KakaoPage上連載，由Redice Studio的總裁張成樂（筆名Dubu）所創作繪製。第一季於2020年3月19日结束。第二季從2020年8月1日起恢復連載。截至2021年10月，D&C Media已經出版了五卷并于全球多平台正式推出了中文版、英文版、日文版、印尼版、泰文版等多国网络漫画版本。该漫画于2022年1月完结。
2022年7月，正式公布電視動畫化，由日本動畫公司A-1 Pictures擔任動畫製作。2023年9月10日公開首部預告片。改編電視動畫於2024年1月6日至3月30日開播。2024年3月，宣佈決定製作第2季動畫「-Arise from the Shadow-」，同時宣佈製造劇場版《我獨自升級 -ReAwakening-》。2024年9月，宣佈第二季動畫於2025年1月播出。
2024年5月，韓國遊戲公司Netmarble Corp以其為題材，發行《我獨自升級:ARISE》。

## 故事概述
10年前，世界與其他次元間的「傳送門」被打開，另一端會隨機出現充滿魔物的地下城，部分人類也因此覺醒了超能力，以對抗魔物的侵擾，被稱作「獵人」。
主角成振宇是實力最弱的E級獵人，有著「人類最弱兵器」的綽號。某次探索，他與其他獵人被困在危險的「雙重地下城」中，一行人幾乎全滅。然而，成振宇在對抗魔王的過程中意外完成了隱藏任務，當他再次醒來，發現自己成為了一個「玩家」。他可以看到如同遊戲般的介面，上頭顯示著任務、統計數據、庫存、商店和級別等等，甚至還有加倍增長的獨特能力。
意外獲得的能力，使成振宇開始踏上成為世界頂尖獵人的行列，並揭開這個怪物肆虐的世界背後的神秘面紗。

## 登場人物
- 人物名字以「韓國版名字／日本版名字」順序排列。
- 配音員以「日本配音員／韓國配音員／台灣配音員」順序排列。

### 主角
成振宇（韓語：성진우）／水篠旬（日语：／）
配音員：坂泰斗（日本）；閔丞釪（韓國）；蔣鐵城（台灣）
演員：邊佑錫
獵人等級：E級獵人 → S級獵人（漫畫62話）
職業：暗殺型（自稱）／魔法型（漫畫78話）；死靈法師 → 闇影君主。
個性看重家人及朋友(其個性被支配者們一致認同很像闇影君主阿斯本)，因父親在地下城出任務時失蹤，母親因長期暴露魔力之下而罹患溺睡症，長期住院需要龐大醫藥費；妹妹珍雅需要念書，家中經濟負擔沉重，成振宇本身也只有高中畢業又無一技之長，即使魔力覺醒也只有E級最低標(E級魔力值可以到70，但他的魔力值只有10)，仍然必須冒險從事獵人工作賺錢。但即使在E級地下城也常常搞到一身傷。
被其他獵人授予「人類最弱兵器」的稱號後，他好不容易在一個雙重地下城中倖存下来。自醫院醒來後，發現自己獲得「玩家」的能力，而開始運用「玩家」的能力來提升自己的各項數值，逐漸成為世界頂尖獵人。
因為連續3次出現在大事件的少數倖存者名單中而受各方關注，多數個人情報被獵人協會保密。與柳軫皓組成雙人攻擊隊攻掠地下城，以及自身在惡魔城的突破，逐漸往S級的等級邁進。
在進行二次鑑定後，成為S級獵人的前夕，加入開採隊與臨時擔任挑夫觀摩A級傳送口以及高級獵人隊伍的團隊協作。根據「白鬼」首領巴魯卡以及車海印的話，推測因為自己身為「玩家」，而已經不算是人類。有時用能否察覺自己潛伏的影子來判斷對方實力，例如將影子藏入準備參加濟州島（日本版稱為「架南島」）螞蟻討伐戰的S級獵人中。
在濟州島與蟻王一戰成名，各大公會相繼招手，但此時他毅然決定成立自己的公會「我進公會」，名字由來為妹妹珍雅的韓文名倒念過來。由他本人擔任公會長，而被他視為親弟弟的柳軫皓則擔任副公會長。
然而在某一天接收到設計者的呼喚，而與系統設計者在雙重地下城再次相遇，並且逐漸了解世界與傳送口出現的真相，以及戰爭的預言。之後戰爭襲來，其他九大君主開始陸續入侵地球，成振宇也在此時完全繼承闇影君主阿斯本的力量，並選擇獨自了結這場戰爭。
番外篇的世界裡描述成振宇結束戰爭後的世界，所有人與原先世界裡的角色都不相同，只有少數恢復記憶的人才知道成振宇過去的身份。在這個世界與車海印相戀並育有一子。

#### 闇影士兵
成振宇有10位主力的闇影士兵，如下：
柏里昂（韓語：벨리온）
階級：總統領級。
原身份：闇影軍團總軍團長。
伊格利特（韓語：이그리트）
階級：騎士級 → 菁英騎士級 → 統領級。
原身份：闇影軍團騎士。
柏納
配音員：石田彰（日本）；張敏赫（韓國）
階級：將軍級 → 統領級。
原身份：螞蟻魔獸之蟻王。
無厭
階級：將軍級。
原身份：S級獵人黃東秀。
大牙
階級：菁英騎士級 → 將軍級。
原身份：高等獸人大咒術師卡勒凱坎。
艾恩
配音員：山本祥太（日本）
階級：騎士級 → 菁英騎士級。
原身份：A級獵人金哲。
凱伊席（韓語：카이셀）
階級：騎士級 → 菁英騎士級。
原身份：惡魔王瓦拉內的飛龍座騎凱伊席林。
芝麻
階級：菁英騎士級。
原身份：那伽族首領。
闇影巨人（韓語：거신족 수장）
階級：菁英騎士級。
原身份：來自原東京S級傳送門之巨人魔獸，共28名。
覃克
配音員：山本祥太（日本）
階級：菁英級 → 騎士級。
原身份：冰熊首領。

### 韓國

#### 我進公會
成振宇成立的公會。
柳軫皓（韓語：유진호）／諸菱賢太（日语：／）
配音員：中村源太（日本）；沈揆赫（韓國）；賈文安（台灣）
獵人等級：D級獵人，職業：坦克型。
柳軫建設的二公子，於第一次進入地下城出任務時與成振宇相識，後來遭遇"壁虎"隊友的背叛，而成為第一個見識到成振宇實力的人。曾一度誤以為成振宇是隱瞞實力的非法登錄者而心生恐懼，因為這類人通常為變態殺人魔。之後了解成振宇原本是E級獵人，而成振宇自己也還不清楚自身的變化
為了爭取成為父親將要建立的公會的會長職位，與成振宇組成雙人攻擊隊。為成振宇最值得信賴的人類助手。因與親哥哥相處不睦，而把數次幫助自己的成振宇視為親哥哥。擔任由成振宇成立的我進公會的副會長兼商業交涉負責人。

#### 五大公會

##### 漢特斯公會
韓國五大公會中位列第一位，與白虎公會及死神公會在韓國首都圈活動。在韓國國內唯一擁有兩名S級獵人，因此可組成兩組攻擊小隊，能夠做到同日連續攻破傳送門等任務。
車海印（韓語：차해인）／向坂雫（日语：／）
配音員：上田麗奈（日本）；宥英（韓國）；吳佳樺（台灣）
獵人等級：S級獵人，職業：戰士型（劍士系）。
漢特斯公會副會長。外號「舞姬」。
實力強大幾乎與高建熙同等，反應速度靈敏可以應付伊格利特(尚未恢復能力前)以及柏納的攻擊。對魔力的氣息有強烈敏感(特別是魔獸和除成振宇以外的獵人)，有時會以手帕來掩蓋。
在二軍突擊任務中，偶然相遇成振宇，對其實力和與別不同的氣息有所好奇。第四次濟州島突擊任務一事後，為了進一步接近他，不惜一切有意轉投他創立的「單打公會」(即後期的「我進公會」)，最後被婉拒但漸漸地產生好感。之後直到戰爭結束前也依舊與成振宇保持朋友以上的關係。
在戰爭結束後的世界與成振宇在某場田徑比賽上重逢，之後兩人相戀並育有一子。
崔鍾仁（韓語：최종인）／最上真（日语：／）
配音員：平川大輔（日本）；鄭載憲（韓國）；吳文民（台灣）
獵人等級：S級獵人，職業：法師型（火焰系）。
漢特斯公會會長。外號「人類最終兵器」。視白允浩為競爭對手。
孫基焄（韓語：손기훈）／外園文章（日语：／）
配音員：虎島貴明（日本）；金鍺燁（韓國）；何志威（台灣）
獵人等級：A級獵人，職業：戰士型（劍士系）。
漢特斯公會二線攻擊隊隊長，二軍突擊任務之第二項任務的領隊。
韓世美（韓語：한세미）／千結五月女（日语：／）
配音員：千本木彩花（動畫）、遠野光（遊戲）（日本）；朴恃奫（韓國）
獵人等級：A級獵人，職業：治療型。
漢特斯公會二線攻擊隊隊員，二軍突擊任務之第二項任務的參與者之一。當團隊被大咒術師卡勒凱坎召見前，委託成振宇若團隊有不測時把其遺書交給家人。
李寶拉（韓語：이보라）／藤崎由香里（日语：／）
配音員：伊藤理理杏（日本）；金嘉翎（韓國）
獵人等級：A級獵人，職業：法師型（輔助系）。
漢特斯公會二線攻擊隊隊員，二軍突擊任務之第二項任務的參與者之一。
智娜／麗奈（日语：／）
配音員：藍原琴美（日本）；姜世範（韓國）
獵人等級：A級獵人，職業：法師型（攻擊系）。
漢特斯公會二線攻擊隊隊員，二軍突擊任務之第二項任務的參與者之一。
徐智宇（韓語：서지우）／早手響（日语：／）
配音員：風間萬裕子（日本）
獵人等級：A級獵人，職業：戰士型（近接格鬥系）。
漢特斯公會二線攻擊隊隊員，二軍突擊任務之第二項任務的參與者之一。
申錫鎮（韓語：신석진）／三角光輝
配音員：石毛翔彌（日本）
獵人等級：A級獵人，職業：法師型（召喚系）。
漢特斯公會二線攻擊隊隊員，二軍突擊任務之第二項任務的參與者之一。
李建國（韓語：이건국）／赤岩勇斗
配音員：佐久間元輝（日本）
獵人等級：B級獵人，職業：坦克型。
漢特斯公會二線攻擊隊隊員，二軍突擊任務之第二項任務的參與者之一。
明哲／坂卷昭彥
配音員：福西勝也（日本）
獵人等級：B級獵人，職業：暗殺型。
漢特斯公會二線攻擊隊隊員，二軍突擊任務之第二項任務的參與者之一。
金恩秀（韓語：김은수）／灰塚
配音員：河本啟佑（日本）
獵人等級：B級獵人，職業：坦克型。
漢特斯公會二線攻擊隊隊員，二軍突擊任務之第二項任務的參與者之一。
裴允錫（韓語：배윤석）／石田
配音員：山本兼平（日本）；蘇正煥（韓國）
漢特斯公會開採隊隊長。
李成九（韓語：이성구）／堀口
配音員：岩崎博（日本）；樸俊元（韓國）
漢特斯公會開採隊隊員。
莫振秀（韓語：젠시우）／木山
配音員：伊藤健太郎（日本）；任赫（韓國）
漢特斯公會開採隊隊員。

##### 白虎公會
韓國五大公會中位列第二位，由部份前死神公會成員創立，與漢特斯公會及死神公會在韓國首都圈活動，擁有兩組獨立的管理部門。
白允浩（韓語：백윤호）／白川大虎（日语：／）
配音員：東地宏樹（日本）；韓福賢（韓國）；陳幼文（台灣）
獵人等級：S級獵人，職業：戰士型（變身系）。
白虎公會會長。可變身成魔獸，變身期間能力會大幅上升，平時因為覺得醜陋而鮮少使用。在"開眼"狀態下能準確得知對方的實力，而推斷成振宇是能持續成長的獵人。
金哲／上原悠真（日语：／）
配音員：小林親弘（日本）；安孝民（韓國）
獵人等級：A級獵人，職業：坦克型。
紅色傳送門-冰雪世界副本的領隊，在該副本中帶領高級獵人團去攻略副本並將低級獵人團丟下等死，殊不知因魔獸全被由成振宇帶領的低級獵人團殺死做成糧食，誤以為他們因為私自保存糧食連累高級獵人團幾乎全滅，繼而有意殺害成振宇但被反殺。隨後以「艾恩(iron)」(韓語「哲」和「鐵」同音)成為成振宇的影子士兵一員。在結局，重新以人類的身分活下去。
朴熙臻（韓語：박희진）／今宮臯月（日语：／）
配音員：青木瑠璃子（日本）；金裕琳（韓國）
獵人等級：B級獵人，職業：法師型（攻擊系）。
擁有優秀的敏銳力，不論任何情況下都能生存。紅色傳送門-冰雪世界副本中察覺成振宇的實力絕非等閒而選擇不與金哲等高級獵人同隊，與成振宇一同行動下，為白虎公會的3名倖存者之一。
高明煥（韓語：고명환）／松浦良平（日语：／）
配音員：廣瀨武央（日本）；林彩彬（韓國）
獵人等級：C級獵人，職業：戰士型（武鬥家）。
紅色傳送門-冰雪世界副本中與成振宇一同行動，白虎公會的3名倖存者之一。
尹基中（韓語：윤기중）／矢田翔（日语：／）
配音員：金子隼人（日本）
獵人等級：C級獵人，職業：坦克型。
紅色傳送門-冰雪世界副本中與成振宇一同行動，白虎公會的3名倖存者之一。動畫版中沒有與成振宇一同行動，第一個被殺死的獵人。
安相敏（韓語：안상민）／宍戶耕史郎（日语：／）
配音員：近藤浩德（日本）；洪金旭（韓國）
白虎公會第二管理科科長。有著很強烈的直覺，發現成振宇的不一般，想要挖角他進入公會但未能成功。
咸基哲（韓語：형기철）／吉田恭平（日语：／）
配音員：森永彩斗（日本）；姜聲宇（韓國）
白虎公會第二管理科職員。
朱勝昌（韓語：주성찬）／柳葉昌司（日语：／）
白虎公會第一管理科科長。動畫版中沒有出場。

##### 死神公會
韓國五大公會中位列第三位。曾是位列前茅，但由於包括白允浩在內之部份成員離開自立白虎公會，從而排名下滑，但仍然能夠在韓國首都圈繼續活動。
林泰圭（韓語：임태규）／黑須圭介（日语：／）
配音員：鳥海浩輔（日本）；姜浩哲（韓國）
獵人等級：S級獵人，職業：遊俠型（弓箭手）。
死神公會會長。參與第四次濟州島突擊任務，負責支援攻擊。任務途中遭遇蟻王，被輕易擊倒。
李敏晟（韓語：이민성）／友谷稔（日语：／）
配音員：佐藤元（日本）；鄭義韓（韓國）；賴緯（台灣）
獵人等級：A級獵人
死神公會副會長。本身是一名引退演藝界轉職為獵人的演員，但實際是為了藉此讓世人淡忘其接連不斷的醜聞，從而挽回聲譽。

##### 名聲公會
韓國五大公會中位列第四位，在湖南地方活動，擁有多名法師系獵人。
馬東旭（韓語：마동욱）／町田堂玄（日语：／）
配音員：大塚明夫（日本）；權成赫（韓國）
獵人等級：S級獵人，職業：坦克型。
名聲公會會長。擅長身體強化及巨大化。為人開朗爽直，對人同情。參與第四次濟州島突擊任務，負責前方護衞。任務途中遭遇蟻王，與之交手時雙臂被斷，幸得閔炳久的治療下繼續戰鬥但最終被擊倒。

##### 騎士團公會
韓國五大公會中位列第五位，在嶺南地方活動，擁有最多A級獵人。
朴鐘秀（韓語：韓語：）／坂東修輔（日语：／）
配音員：興津和幸（日本）；李柱承（韓國）
獵人等級：A級獵人，職業：坦克型。
騎士團公會會長。在日韓交流戰中，與羽川對練。
鄭允泰（韓語：韓語：）／千代田謙（日语：／）
配音員：大野智敬（日本）；樸柱光（韓國）
獵人等級：A級獵人，職業：戰士型（劍士系）。
朴鐘秀的忠誠下屬。既為朴鐘秀說好話之同時，又會為朴鐘秀發怒時出手解圍。
丁藝琳（韓語：정예림）／桐嶋玲奈（日语：／）
獵人等級：A級獵人
騎士團公會成員，在公會收到頂級A級傳送門討伐戰委託時提出找成振宇一個人協助公會的獵人，相當崇拜成振宇。

#### 韓國獵人協會
高建熙（韓語：고건희）／後藤清臣（日语：／）
配音員：銀河萬丈（日本）；宋俊錫（韓國）；陳幼文（台灣）
獵人等級：S級獵人，職業：戰士型。
80歲，韓國獵人協會會長，為光輝碎片的容器之一。曾嘗試拉攏成振宇失敗，但被其拒絕的理由感動。最後被酷寒君主隔離至異空間刺殺。
禹鎮澈（韓語：우진철）／犬飼晃（日语：／）
配音員：古川慎（日本）；申範植（韓國）；賈文安（台灣）
獵人等級：A級獵人，職業：戰士型。
韓國獵人協會監察科科長→獵人協會會長。擁有銳利的眼神，總是專注地執行任務，曾提醒成振宇可能要小心被黃東秀尋仇。
姜泰植（韓語：강태식）／道門泰星（日语：／）
配音員：內山昂輝（日本）；張瑞華（韓國）；孟慶府（台灣）
獵人等級：B級獵人，職業：暗殺型。
韓國獵人協會監察科的監察官。以殺人為樂，隱瞞自己的隱身能力。並察覺到成振宇已經殺過人，最後死前稱成振宇會跟黑暗一樣強大。

#### 其他獵人

##### S級獵人
閔炳久（韓語：민병구）／美濃部剛（日语：／）
配音員：榎木淳彌（日本）；姜聲宇（韓國）；林柏昱（台灣）
獵人等級：S級獵人，職業：治療型。
具有三次參與濟州島突擊任務經驗；既有高超的治療能力亦有等同A級獵人的戰鬥力。在第三次濟州島突擊任務中目睹恩碩被殺而留下心理創傷，隨後引退獵人轉職為歷史教師，現正準備投考公務員。
與白允浩重聚後，為兌現摯友的承諾決定參與第四次濟州島突擊任務。在看見蟻王的攻勢，立刻隱蔽行蹤為同伴療傷，但仍被蟻王看穿，遭到一爪貫穿身體，頭部被吃掉。在成振宇用盡方法拯救垂危的車海印時突然聽到聲音，把他化成闇影士兵成功使車海印脫離生命危險。白允浩請求成振宇不要讓他繼續戰鬥下去，成振宇有此同感解除抽取後，向白允浩含笑道謝後消逝。後來，他的靈魂向曾向意識昏迷的車海印告知成振宇的力量有極大的不安定因素。
恩碩／颯樹（日语：／）
配音員：寺島拓篤（日本）；金鎮洪（韓國）；李世揚（台灣）
獵人等級：S級獵人，職業：法師型。
本篇已故，擅用電流作出範圍攻擊的法師型獵人。與白允浩及閔炳久等人為好友，曾一同參與第三次濟州島突擊任務，但被螞蟻魔獸圍攻慘殺，這讓白允浩和閔炳久留下心理創傷，而閔炳久更是引退獵人一職。

##### A級獵人
柳秀賢（韓語：유수현）／諸菱明菜（日语：／）
配音員：弘松芹香（日本）
獵人等級：A級獵人
柳軫皓的表姊，職業是模特兒，同時也是一名頂級獵人，隨後在柳軫皓的請求下加入到嘯牙公會，此一舉動也讓車海印狂吃成振宇的醋。

##### B級獵人
李珠熙（韓語：이주희）／觀月繪里（日语：／）
配音員：本泉莉奈（日本）；宋河琳（韓國）；吳佳樺（台灣）
獵人等級：B級獵人，職業：治療型。
非常在意成振宇，時常與他一起參與較低難度的任務。在雙重地下城中因為受到驚恐而腿軟無法自行走動，成振宇請求宋致烈帶她一起離開，為6名倖存者之一。之後在某項傳送門任務中重遇成長的成振宇，同時從姜泰植口中得知成振宇可能為二次覺醒者。結束後發覺自己已不需要為成振宇援助，向他告別後回到釜山的老家生活。其後因螞蟻魔獸群的襲擊與宋致烈一同以哨戒兵擔當防守工作。

##### C級獵人
宋致烈（韓語：송치열）／馬渕勳（日语：／）
配音員：花輪英司（日本）；洪振旭（韓國）；吳文民（台灣）
獵人等級：C級獵人，職業：法師型。
60多歲，雙重地下城副本17人中的隊長，副本攻略後的6名倖存者之一，失去一條胳膊仍不打算引退。原本要獨自留在地下城讓年輕人逃脫，在失去一條腿的成振宇的請託下帶走李珠熙。擁有連S級獵人-車海印都上門請求指導的劍術。姜泰植事件時再度擔任6名倖存者之5人的領隊。因為姜泰植而最先得知成振宇可能為二次覺醒者。
黃東石（韓語：황동석）／右京隼人（日语：／）
配音員：間宮康弘（日本）；權昌旭（韓國）
獵人等級：C級獵人，職業：戰士型（劍士系）、蜥蜴獵人。
黃東石小隊隊長，為了獲得利益帶領私人攻擊隊在殺人。在組隊時因看到柳軫皓身上的高價位裝備進而邀請柳軫皓和成振宇組隊並且打算殺了他們，但最終被成振宇反殺，臨死前曾求饒以及用黃東秀的名義威脅成振宇，最後被成振宇殺死的成員。
趙奎奐（韓語：조규환）／澤田浩二（日语：／）
配音員：波多野翔（日本）；任赫（韓國）
獵人等級：C級獵人，職業：法師型（火焰系）、蜥蜴獵人。
黃東石小隊隊員，第5位成振宇殺死的成員。
石閔／干久
日語配音：小川大介（日本）
獵人等級：C級獵人，職業：蜥蜴獵人
黃東石小隊隊員，第3位被成振宇殺死的成員。
振碩／涉
日語配音：葉山翔太（日本）
獵人等級：C級獵人，職業：蜥蜴獵人
黃東石小隊隊員，第4位被成振宇殺死的成員。

##### D級獵人
金尚植（韓語：김상식）／真島伸晴（日语：／）
配音員：山本滿太（日本）；鄭正漢（韓國）；梁興昌（台灣）
獵人等級：D級獵人，職業：戰士型（劍士系）。
雙重地下城副本的17名參與者之一，在最後關卡時因為家人緣故選擇丟下其他倖存者逃離現場的3人之一，讓成振宇非常看不起他，但也因此本人感到相當後悔。後來參與由獵人協會發起的突擊任務，被姜泰植殺死並在臨死前向成振宇道歉。
朴范植（韓語：박범식）／久我新汰
配音員：林大地（日本）
獵人等級：D級獵人，職業：戰士型。
雙重地下城副本的17名參與者之一，原本已經不當獵人，因為老婆生第二胎再度參加突擊任務，在凱勒德帕神殿第二條法則，被石像劈成兩半死亡。
姜正浩（韓語：강정호）／羽村康（日语：／）
配音員：比嘉良介（日本）
獵人等級：D級獵人，職業：戰士型（槍使系）。
雙重地下城副本的17名參與者之一，在凱勒德帕神殿第三條法則，選擇丟下其他倖存者逃離現場的3人之一。後來參與由獵人協會發起的突擊任務，最後被姜泰植殺死。
哲晉／信
日語配音：帆世雄一（日本）
獵人等級：D級獵人，職業：蜥蜴獵人
黃東石小隊隊員，第2位被成振宇殺死的成員。
俊泰／純
日語配音：小畑正文（日本）
獵人等級：D級獵人，職業：蜥蜴獵人
黃東石小隊隊員，第1位被成振宇殺死的成員。

##### E級獵人
韓頌伊（韓語：한송이）／朝比奈凜（日语：／）
配音員：富田美憂（日本）；朴恃奫（韓國）；邱涵菲（台灣）
獵人等級：E級獵人
成珍雅的同學。因為覺醒獵人能力因此想退學做職業獵人，後來被成振宇帶著參觀獵人的戰鬥，但卻誤入到紅色傳送門，經過此事件後，對成振宇一直抱有好感。

#### 親屬

##### 成振宇的親屬
成珍雅（韓語：성진아）／水篠葵（日语：／）
配音員：三川華月（日本）；申娜莉（韓國）；陳貞伃（台灣）
成振宇的妹妹，擁有成為頂級獵人的魔力指數，立志想當醫生。
朴京慧（韓語：박경혜）／水篠聰子（日语：／）
配音員：天野由梨（日本）；鄭美淑（韓國）
成振宇的母親，因「溺睡症」而待在病床上四年，最後被成振宇以「生命神水」救回。
能感知成鎰奐的目前狀況，並在成鎰奐消逝後默默流下眼淚。
成鎰奐（韓語：성일환）／水篠潤一郎（日语：／）
配音員：小山力也（日本）；成完京（韓國）
獵人等級：A級獵人→S級獵人
成振宇的父親，自稱獵人，10年以來受困於地下城中。被美國獵人們稱號他為「魔獸」，實際上是光輝碎片之一。
在被黃東秀審訊時，因為聽到黃東秀要對自己的兒子下手而和對方起衝突，並將黃東秀完全壓制擊倒，警告他別再去韓國後不知去向。
後來在成振宇覺醒成完全的暗影君主前，與酷寒君主和尖牙君主對戰受傷，最後在與成振宇的互相告慰下，化成光輝消逝。

##### 柳軫皓的親屬
柳明翰（韓語：유명한）／諸菱明成（日语：／）
配音員：咲野俊介（日本）；姜浩哲（韓國）
柳軫建設的當家，柳軫皓的父親，透過高明桓得知了成振宇的存在。感染「溺睡症」，曾拜託過成振宇幫忙治療，但當時成振宇還不能確定柳明翰有沒有利用柳軫皓故而拒絕，最後在自己永久昏迷時留給柳軫皓的「遺物」感動了成振宇，而讓成振宇餵下生命神水甦醒。
柳軫星（韓語：유명한）／諸菱真吾（日语：／）
配音員：冲野晃司（日本）；李在範（韓國）；陳彥鈞（台灣）
柳軫建設的大公子，柳軫皓的兄长。

### 美國

#### 清道夫公會
湯瑪士‧安德烈（韓語：토마스 안드레）
配音員：西凜太朗（日本）
獵人等級：S級獵人（國家權力級獵人）
清道夫公會會長，國家權力級獵人，獵人點數排名第1位。為光輝碎片的容器之一。為人狂妄自大。在成振宇擊潰黃東秀之後與之一戰，最後被成振宇擊倒互相認同彼此的實力而成為朋友，也一改原本卑劣的個性並非常欣賞成振宇。
黃東秀（韓語：황동수）／右京將人（日语：／）
配音員：諏訪部順一（日本）；崔賢秀（韓國）；孟慶府（台灣）
獵人等級：S級獵人
清道夫公會成員，原韓國籍獵人，受到招募移籍至美國，為人惡毒。因哥哥黃東石死於成振宇之手，他回到韓國打算報仇。後來未能成功見到成振宇，就因管理局的請求回到美國，意外見到成鎰奐並向其挑釁說已經殺死了成振宇，但反而被崎碾壓導致重傷住院。
後來綁架柳軫皓引出暴怒的成振宇，搭上自己的命來借湯瑪士‧安德烈之手殺成振宇，最後失敗，並被成振宇收到影子軍團底下，被稱作「無厭」。
羅拉
配音員：白石晴香（日本）；金拏燏（韓國）
清道夫公會成員，湯瑪士會長的私人助理。

#### 美國獵人管理局
大衛‧布倫南（韓語：데이비드 브레넌）
美國獵人管理局局長。
麥可‧科納（韓語：마이클 코너）
配音員：中野泰佑（日本）；樸俊元（韓國）
美國獵人管理局副局長。
亞當‧懷特（韓語：애덤 화이트）
美國獵人管理局高級要員，被龍帝一招連同成振宇的巨型獸人一同燒成灰燼。
諾瑪‧賽諾（韓語：노마 셀너）
美國獵人管理局的升級者，能看到他人的未來；試圖窺探成振宇的極限指數，反被附身在成振宇的「系統」精神打擊而短暫崩潰，之後在成振宇的請求下查看自己的未來，不捨成振宇要一人承擔一切而勸說成振宇，但終究枉然。

#### 其他獵人
克里斯多夫·里德（韓語：크리스토퍼 리드）
獵人等級：S級獵人（國家權力級獵人）
國家權力級獵人。全球獵人排名第三。為光輝碎片的容器之一。被妖人君王/瘟疫君王/尖牙君王聯手殺害。
詹姆斯（韓語：제임스）
配音員：戶田達里歐（日本）
獵人等級：A級獵人
在美國東部的A級地下城Boss房間發現成鎰奐，其他隊員(全員A級)與之交手而被全部擊倒。

### 日本

#### 拔劍公會
日本（日本版稱為「DFN」）獨大的公會，亞洲排名第二，但擁有11名S級獵人。不僅負責國內事務，還可接受海外委託，作為傭兵執行任務。但參與第四次濟州島突擊任務的10名成員有7名陣亡，只剩下4名S級獵人，也導致他們公會失勢。
五島隆二（韓語：고토 류지）／隆
配音員：三上哲（日本）；林彩彬（韓國）；宋克軍（台灣）
獵人等級：S級獵人，職業：戰士型（劍士系）。
拔劍公會會長，日本最強獵人，亞洲唯一能抗衡劉志剛的獵人。一頭蓬亂的黑髮，蓄鬍子。
在日韓交流戰中，看見成振宇輕易地把發狂的熊本撂倒後，為測試實力要求與成振宇對練。途中成振宇只專注閃避攻擊，怒從心起下泛起殺意，迫使成振宇開始認真戰鬥時雙方被在場數名S級獵人聯手阻止中止對練。
以領隊身份參與第四次濟州島突擊任務，與星野實、石田真凜為「Alpha小組」，執行任務中因被蟻王察覺其強大的實力，命令星野離開後獨自留下戰鬥，但仍然被瞬殺後吃掉，為該公會第7名陣亡的成員。
杉本禮二（韓語：스기모토 레이지）／禮二
配音員：内田夕夜（日本）；李周承（韓國）
獵人等級：S級獵人
拔劍公會副會長→會長。棕色中長髮。在第四次濟州島突擊任務是唯一留守的公會成員，他登上駐紮在濟州島海岸的戰艦之一，負責突擊任務計劃能夠順利進行。
田畑佳苗（韓語：타와타 카나에）／佳苗
配音員：石川由依（日本）；李恩祖（韓國）
獵人等級：S級獵人，職業：戰士型（劍士系）。
拔劍公會成員。一頭黑色長髮。因憧憬五島隆二而加入拔劍公會，雖然言語與行動表現上粗魯，但是個堅守自己信念的人。在日韓交流戰中，面對車海印的凌厲攻勢被擊敗。參與第四次濟州島突擊任務，與熊本敦史為「Bravo小組」，是該任務後的3名倖存者之一。
熊本敦史（韓語：쿠마모토 아츠시）／敦
配音員：松岡禎丞（日本）；任赫（韓國）
獵人等級：S級獵人，職業：戰士型（劍士系）。
拔劍公會成員。凌亂的黑色長髮。平時膽小怯戰，生氣時會失去理智，敵我不分。極度不適合組隊，只能一個人攻略B級傳送口。在日韓交流戰中，表現不積極並被擊打負傷。參與第四次濟州島突擊任務，與田畑佳苗為「Bravo小組」，是該任務後的3名倖存者之一。
星野實（韓語：호시노 미노루）／實
配音員：笠間淳（日本）；申範植（韓國）
獵人等級：S級獵人，職業：戰士型。
拔劍公會成員。金色刺髮。在日韓交流戰中與林泰奎交手並獲勝。參與第四次濟州島突擊任務，與五島隆二、石田真凜為「Alpha小組」，執行任務中遭遇蟻王突襲，但在五島的命令下與「Bravo小組」會合避過一劫，是該任務後的3名倖存者之一。
清水瑛梨（韓語：시미즈 아카리）／水瑛
配音員：稗田寧寧（日本）；呂允美（韓國）
獵人等級：S級獵人，職業：治療型。
拔劍公會成員。淺棕色頭髮，雙丸子頭。是個愛錢的人，實際上是因為弟弟罹患「溺睡症」，不斷努力在賺錢。參與第四次濟州島突擊任務，與藤島辰巳、田中健三為「Charlie小組」，在執行任務中沒有察覺下被蟻王削頭命喪，為該公會第1名陣亡的成員。
田中健三（韓語：타나카 켄죠）／健
配音員：前野智昭（日本）；金鎮洪（韓國）
獵人等級：S級獵人，職業：戰士型（肉搏系）。
拔劍公會成員。棕色頭髮，臉部右側有道十字形傷疤。在日韓交流戰中與馬東旭交手並獲勝。參與第四次濟州島突擊任務，與藤島辰巳、清水瑛梨為「Charlie小組」，執行任務中被蟻王突襲，向其攻擊之際被削頭命喪，為該公會第2名陣亡的成員。
藤島辰巳（韓語：후지시마 타츠미）／島
配音員：澤城千春（日本）；伊世合（韓國）
獵人等級：S級獵人，職業：戰士型（劍士系）。
拔劍公會成員。橘色短髮，戴眼鏡。參與第四次濟州島突擊任務，與田中健三、清水瑛梨為「Charlie小組」，執行任務中被蟻王突襲，向其攻擊之際被削頭命喪，為該公會第3名陣亡的成員。
伊澤一平（韓語：이자와 잇페이）／伊
配音員：伊東健人（日本）；朴周光（韓國）
獵人等級：S級獵人，職業：暗殺型。
拔劍公會成員。黑髮，身穿黑色連帽衫。參與第四次濟州島突擊任務，與K為「Delta小組」，執行任務中因為與「Charlie小組」失聯前往調查，但當發現「Charlie小組」的屍體時，K因感受到蟻王的氣息釋放攻擊後，隨後一同被蟻王突襲殺死，為該公會第5名陣亡的成員。
K／K
配音員：柿原徹也（日本）；姜聲宇（韓國）
獵人等級：S級獵人，職業：法師型（冰凍系）。
拔劍公會成員。白色短髮，時常帶著金屬面罩，與車海印一樣對魔力的氣息有強烈敏感。在日韓交流戰中，對崔鍾仁的魔法感到興趣，想與之一戰。參與第四次濟州島突擊任務，與伊澤一平為「Delta小組」，執行任務中因為與「Charlie小組」失聯前往調查，但因聞到蟻王那不禁令人嘔吐的氣息，釋放強大的冷凍攻擊但攻擊不果，最後被蟻王分屍，為該公會第4名陣亡的成員。
石田真凜（韓語：이시다 마리）／真凜
配音員：夏吉優子（日本）；金藝琳（韓國）
獵人等級：S級獵人
拔劍公會成員。橘色短髮。參與第四次濟州島突擊任務，與五島隆二、星野實為「Alpha小組」，執行任務中沒有察覺下被蟻王削頭命喪，為該公會第6名陣亡的成員。
羽川／羽
配音員：森奈奈子（日本）；鄭有楨（韓國）
獵人等級：A級獵人
拔劍公會成員兼日本獵人協會翻譯。與韓國獵人協會商討第四次濟州島突擊任務時擔任五島隆二的翻譯員。在日韓交流戰中，與同為A級獵人的朴鐘秀對練。

#### 日本獵人協會
松本重夫（韓語：마쓰모토 시게오）／夫
配音員：內田直哉（日本）；金基哲（韓國）
日本獵人協會會長。私心相當強烈，計劃藉第四次濟州島突擊任務一事，削弱韓國方面的戰力。

#### 其他獵人
野川
獵人等級：D級獵人
居住在日本某小島。富有責任感，最後死於螞蟻魔獸手上。

### 中國
劉志剛（韓語：류즈캉）
配音員：關智一（日本）；南度亨（韓國）
獵人等級：七星獵人（國家權力級獵人）
國家權力級獵人，世界排名第2位，被稱為「英雄」的七星獵人。為光輝碎片的容器之一。

### 德國
萊納特·尼爾曼（韓語：레나트 니어만）
配音員：石川界人（日本）
獵人等級：S級獵人。
審判者公會會長，德國最強獵人，世界排名第12位S級獵人。

### 俄羅斯
尤里·奧爾洛夫（韓語：유리 오를로프）
獵人等級：S級獵人。
最強的輔助系獵人。在S級巨人傳送口出現後被日本政府僱傭，最後被S級巨人吃掉。

### 惡魔／魔獸
系統設計者
等級：S級。
巴魯卡（韓語：바루카）
配音員：佐藤流司（日本）；李周昌（韓國）；陳彥鈞（台灣）
等級：S級。
冰之妖精首領，以嗜殺為樂。在紅色傳送門事件中，先殺死多名高等獵人後，留下金哲並隱匿跟隨其後找出餘下獵人下落。當遇到成振宇後，就察覺到其存在已與其他獵人有別。戰死後，成振宇有意將其提取成闇影士兵，但三次提取嘗試都失敗。
卡勒凱坎（韓語：칼갈간）
配音員：三宅健太（日本）；安孝民（韓國）
等級：S級。
高等獸人首領。在二軍突擊任務之第二項任務中現身於孫基焄的攻擊隊面前，打算以餘興為由把他們虐殺，最後被成振宇擊殺，成為菁英騎士級的闇影士兵，取名「大牙」。
沃爾坎（韓語：볼칸）
配音員：山本祥太（日本）
等級：S級。
駐守惡魔城第50層的惡魔，又稱下層支配者「貪婪的沃爾坎」，體型龐大但速度驚人。
艾希·拉迪勒（韓語：에실 라디르）
配音員：杉山里穗（日本）；露水（韓國）；錢欣郁（台灣）
等級：S級。
駐守惡魔城第80層的女性惡魔，惡魔排名第20位家族—拉迪勒家族長女，因為前19位家族被成振宇全數擊潰，而成為排行第一的家族。個性古靈精怪、傻呼呼、易害羞。
多次想偷襲成振宇但都被成振宇看穿，最後為了保命，將副本內容悉數公開，但被「系統」暈眩，無法將所有情報告知成振宇。
拉迪勒王（韓語：보르곤 라디르）
配音員：江原正士（日本）；林彩彬（韓國）
等級：S級。
駐守惡魔城第80層的男性惡魔，拉迪勒家族首領，艾希的父親。
蟻后
配音員：日高範子（日本）；宥英（韓國）
等級：S級。
螞蟻魔獸首領。長期以來一直佔據濟州島，不斷地與獵人交戰，但由於食糧日趨短缺，出現同類自相殘殺，於是把希望託付給蟻王。她所擁有的魔力是為了繁殖，而不是戰鬥，因此很輕易的被S級獵人們殺死。
蟻王
配音員：石田彰（日本）；張敏赫（韓國）
等級：S級。
螞蟻魔獸之王，蟻后之子。自誕生後就擁有強大的身體能力，以及「捕食」的能力，能夠吸收吞下之物的力量。在第四次濟州島突擊任務中，以尋找人類的王為由不斷屠殺了多名S級獵人，最後被成振宇擊殺，成為首位將軍級的闇影士兵，取名「柏納」。
卡米什（韓語：개카미쉬）
等級：S級。
原本是安塔利斯的手下，認識阿斯本，在8年前被國家權力級獵人擊敗後，其骨骸一直放在美國獵人管理局地下，之後被成振宇變成闇影士兵，並提醒成振宇注意哪位君王，最後因死亡時間過久而消散。

### 九大君主
「闇影的君主」阿斯本（韓語：아스본）
前九大君主之一，前死靈王。最初為最偉大的光輝碎片。之後被支配者們背叛刺殺，因而覺醒闇影君主之力而加入君主陣營。縱使自己嘗試抑制，但過於強大的實力使其他君主們所忌憚，繼而安塔利斯則慫恿瓦拉內與拉坎背叛偷襲。當擊退了拉坎並手刃瓦拉內之後，支配者們再次出現並且求和，但因而陷入混亂，從支配者與君主陣營中淡出，不再介入戰爭。之後要求系統設計者設計一套系統來尋找適合的人類容器以便降臨地球，但實際上為尋找自己的繼承者，最後將自已的所有力量傳給成振宇繼承後消逝。
「破滅的君主」安塔利斯（韓語：안타레스）
九大君主之一，龍王，稱號「龍帝」，為九大君主中最強者，甚至在阿斯本之上。企圖殲滅人類世界，之後被成振宇一刀兩斷再被支配者軍團補刀擊殺；最後在輪迴之杯的虛無世界裡復活，再次被成振宇擊殺。
「白炎的君主」瓦拉內（韓語：바란）
配音員：山本祥太（日本）
九大君主之一，惡魔王。在安塔利斯的指示下背叛阿斯本，但暗算失敗被殺。其後以惡魔城最終首腦身份現身(實際上是系統設計者所培養的複製體)。具有壓倒性的力量，但因艾希偷襲而一時分心之際被成振宇擊殺。
「獠牙的君主」拉坎（韓語：라칸）
配音員：白熊寬嗣（日本）
九大君主之一，野獸王。被已完全繼承闇影君主力量的成振宇攻擊四次陣亡。
「酷寒的君主」西拉德（韓語：실라드）
配音員：宮本充（日本）
九大君主之一，雪人王。被已完全繼承闇影君主力量的成振宇攻擊三次陣亡。
「太祖的君主」萊吉亞（韓語：레기아）
九大君主之一，巨人王。被支配者的鎖鏈束縛，在誠信盟約的作用下，透露不願幫助人類的想法而被成振宇殺死。
「瘟疫的君主」奎雷莎（韓語：퀘레샤）
九大君主之一，昆蟲王。外表像女人，身體由昆蟲組成。被成振宇以技能「亂刀」殺死。
「幻界的君主」約格蒙特（韓語：요그문트）
九大君主之一，時空王。與安塔利斯合作，企圖殲滅人類世界，最後在輪迴之杯的虛無世界裡，被成振宇擊殺。
「剛體的君主」塔爾納克（韓語：타르나크）
九大君主之一，妖人王。與安塔利斯合作，企圖殲滅人類世界，最後被成振宇的將軍級別闇影們、湯瑪士‧安德烈等人擊殺。

## 設定
獵人
人們將能狩獵魔物的覺醒者們稱為「獵人」，由低到高等級分為E級、D級、C級、B級、A級、S級。
S級獵人
世界上能力頂級的獵人，經由魔力測量器來測量自身能力值，只要讓魔力測量器無法顯示出數值，就可被獵人協會認定成「S級獵人」，目前已知的獵人數量：韓國有10位(現有6位)、日本有21位(現存14位)，美國至少2位(包含移籍的黃東秀)。
A級獵人
世界上能力高級的獵人，次於S級獵人，A級獵人比B級更稀有，也更強；經由魔力測量器來測量自身能力值，只要讓魔力測量器顯示出一定數值，就可被獵人協會認定成「A級獵人」。A級獵人已是優秀的存在，也是各大工會招募的高級人才來源。
B級獵人
世界上能力中高級的獵人，打贏B級獵人至少需要10名C級獵人才行；經由魔力測量器來測量自身能力值，只要讓魔力測量器顯示出一定數值，就可被獵人協會認定成「B級獵人」。
D級獵人
世界上能力中低級的獵人，人類通過覺醒成為D級及以上獵人的機率是五千分之一，一般情況下加入工會後足以養家糊口，並且有能力購買一些簡易的附魔裝備。
蜥蜴
也可稱做「蜥蜴獵人」，指的就是在地下城中虐殺身上擁有高價位物品的中低級獵人的犯罪者，因為人類社會的法律規範對地下城並沒有約束力，藉此可以迴避法律制裁。
國家權力級獵人
成功攻略S級傳送門的頂級獵人。目前成功攻略S級傳送口的有美國、中國、E國、F國、日韓聯軍(史上第七支)。
魔晶石
能夠兌換成金幣的石頭，是獵人的收入來源之一，由魔獸身上以及副本地圖出產；按照價目表，C級魔獸出產的魔晶石價值60000萬元。
凱勒德帕神殿法則
在雙重地下城副本的Boss關卡裡所出現的法則，如不照做將會被石像秒殺。
- 第一條法則：敬拜神（只要獵人起身到一定高度，就會被秒殺。）
- 第二條法則：讚美神（獵人們須跑到使用樂器的石像前才能避免被拿武器的石像殺害。）
- 第三條法則：證明你的信仰（剩餘的獵人們須站在祭壇前使祭壇之火燃起，火焰燃起之後，石像們將會往祭壇靠近，獵人們須趕緊離開副本，但每離開一名獵人，門將會關上一些，直到最後一個人被留下時，門會完全關閉。）
- 隱藏法則：弱者的勇氣（在前三條法則中存活並留下的最後一人，將可以選擇是否獲得「玩家」資格，如拒絕則該獵人的心臟會在0.02秒後停止跳動。）

玩家
獲得此稱號的獵人，將會進入遊戲系統，該獵人需達成每日任務，否則將會自動進入懲罰；除了進入遊戲系統的獵人會看到系統通知，其餘的任何人則不會看到系統給出的任何訊息。
系統獎勵
「玩家」獵人如果做完每日任務或是懲罰任務，則會給予獎勵，獎勵為恢復身體機能狀態、能力值點數+3、隨機盒子一個。
副本攻略規定
在攻略副本前，隊伍須超過半數人符合攻略等級才可進入傳送門。例如攻略C級副本，至少需要10人，其中應當包含半數以上的C級獵人。
國家
目前故事出現的國家有-韓國(主角居住地)、美國(黃東秀目前居住地)、日本(拔刀公會位置)、中國、C國、S國、E國、F國
職業
職業可分為表職業與隱藏職業，表職業例如：戰士、騎士、魔法師、召喚師、治療師；隱藏職業例如：亡靈法師、獸人等等之類。
二次轉職
當能力或者等級到達一定程度，可以將原職業升級成更高級的職業，例如：戰士二次轉職為狂戰士、騎士二次轉職為劍聖、魔法師二次轉職為大魔法師、亡靈法師二次轉職為暗影君王。
紅色傳送門
是一種通過傳送門連結其他副本世界的特殊傳送門，一旦進入紅色傳送門，就會與外部完全隔絕，連S級獵人也無法從外界進入；能再次開啟傳送門入口的條件是：擊敗副本BOSS或是等到副本制動器啟動。
副本制動器
是一種可強制開啟傳送門的設備，但需花費很長一段的時間才可開啟傳送門。
高級副本
規模比一般副本還要大，需要攻略副本的「攻擊隊」、開採礦石的「開採隊」、回收魔獸屍體的「回收隊」協力才可攻略完畢並將效益最大化。副本的等級是由魔力測量器測訂出的魔力波動值合計來判定等級，魔力波動值越高，傳送門的規模就越大。
高級副本攻略介紹
當副本中只剩副本BOSS，其他魔獸全部被「攻擊隊」消滅時，「開採隊」和「回收隊」才會進入副本，會投入眾多人力也是因為使用電力的現代機器無法在地下城內運轉，因此只能使用鐵撬開採。
溺眠症
無法睡醒的疾病，不僅無法從睡夢中醒來，得病者的生命力會以極快的速度消耗，需一種利用魔力來維持生命的裝置才能繼續活著。
升級者
能夠讓覺醒者突破極限的能力使用者，但每使用一次能力則需休息很長一段時間；目前已知的升級者只有諾瑪‧賽諾。

### 物品
| 物品                 | 入手難易度 | 說明 |
| -------------------- | ---------- | --- |
| 合井站限時地下城鑰匙 | E          | 限時地下城的鑰匙 |
| 金尚植的劍           | D          | 攻擊力+10(已損毀，漫畫17話時被程肖宇用於遠距離一發擊倒D級Boss) |
| 凱薩卡的毒牙         | C          | 種類：短劍/攻擊力+25/效果：麻痺&失血(1%/秒) |
| 凱薩卡的毒腺         | A          | 種類：秘藥/效果：卡薩卡的鐵鱗(物理傷害減免20%)/副作用：肌肉損傷(力量-35) |
| 惡魔城的鑰匙         | S          | (透過被祝福的隨機盒子<提供玩家想要的東西>入手) |
| 守護者的項鍊         | A          | 敏捷+20/感知+20 |
| 城門的鑰匙           | A          | (殺死守門犬獲得) |
| 高級騎士的胸甲       | B          | 減少物理傷害7%/副作用:力量未滿80時減少移動速度。 |
| 騎士殺手             | B          | 種類：短劍/攻擊力+75/效果：擊殺騎士(對付重甲型敵人附加25%傷害) |
| 巴魯卡的短劍         | A          | 大戰士「巴魯卡」(冰精靈/白鬼)使用過的短劍。/攻擊力+110/敏捷+10。 |
| 生命神水             | S          | (世界樹的碎片+回聲林的泉水+被淨化的魔王之血)，服用一整瓶才能發揮效用，能治療所有疾病。 |
| 惡魔君王套裝         | S          | (二件套：全屬性+5/三件套：全屬性+10) 耳環-力量+20/體力+20 項鍊-敏捷+20/智力+20 戒指-感知+20/智力+20 |
| 貪欲的玻璃球         | A          | 種類：魔法道具/效果：破壞慾望(魔法傷害2倍) |
| 惡魔城的鑰匙         | S          | (透過被詛咒的隨機盒子<提供玩家需要的東西>入手) |
| 惡魔王的短劍         | S          | 攻擊力+220(使用兩把有套裝效果：合二為一<每把短劍追加與力量值相同的攻擊力>) |
| 惡魔王的長劍         | S          | 攻擊力+350/效果：百焰風暴(範圍雷電魔法) |
| 卡米什的憤怒         | ？？       | 卡米什最鋒利的牙齒製成的短劍/攻擊力+1500 |
| 影子軍團級別         |            | 由成振宇在編制影子士兵時士兵所顯示的等級，分別是： - 普通級別(影子步兵)、 - 精銳級別(影子魔法兵、影子魔獸兵)、 - 騎士級別<頂級A級>(進化後的覃克)、 - 精銳騎士級別<S級>(尖牙、進化後的伊格利特)、 - 將軍級別(柏納、無厭、凱伊席)、 - 統領級別(滿級的柏納、滿級的伊格利特、伯里昂)。 騎士級別以上的影子可以命名，將軍級別以上的影子士兵都會說話。 影子士兵相較生前弱化不少，但可以透過賺取經驗值升級，例如：伊格利特初始為騎士級別Lv7，之後達到LvMax之後進階成精銳騎士級別。 |

## 媒体

### 網路小說
《我独自升级》是由韓國作家Chugong所創作的網路小說。自2016年7月25日起在韓國企業Kakao旗下的漫畫與小說電子平台KakaoPage連載，後來由D&C Media于奇幻小說书系“Papyrus”出版。 自 2016 年以來，該小說在KakaoPage上累計已有 240 萬的讀者。 從2018年12月21日到2019年6月24日的這段期間裡，由 Webnovel取得了該小說的英文版授權，並以「Only I level up」為名出版。 
2021年2月16日，Yen Press取得了授權並開始發行該小說的單行本。
| 卷数 | 发售日期       | ISBN               |
| ---- | -------------- | ------------------ |
| 01   | 2016年11月4日  | ISBN 9791170336662 |
| 02   | 2016年11月4日  | ISBN 9791170336679 |
| 03   | 2016年12月21日 | ISBN 9791170337553 |
| 04   | 2017年1月25日  | ISBN 9791170338581 |
| 05   | 2017年2月23日  | ISBN 9791170339113 |
| 06   | 2017年3月30日  | ISBN 9791170339762 |
| 07   | 2017年4月4日   | ISBN 9791161403182 |
| 08   | 2017年5月24日  | ISBN 9791161404127 |
| 09   | 2017年7月22日  | ISBN 9791161404677 |
| 10   | 2017年7月20日  | ISBN 9791161405490 |
| 11   | 2017年8月24日  | ISBN 9791161406268 |
| 12   | 2017年9月21日  | ISBN 9791161406930 |
| 13   | 2017年10月27日 | ISBN 9791161408279 |
| 外傳 | 2018年4月18日  | ISBN 9791162683378 |

### 網路漫畫
網路漫畫的改編版已於2018年3月4日在KakaoPage上連載，並於2022年1月8日完结。 該作的單行本由D&C Media於2019年9月26日發行。在日本，Solo Leveling於Kakao Japan的網路漫畫與小說平台Piccoma上線，累计超過100萬名的讀者。 它還被Piccoma評為「2019年度最佳網路漫畫」的第一名。   該網路漫畫已經自2020年5月7日和2020年6月4日起由Webnovel和Tappytoon各別以英文出版。  2021年3月2日起，Yen Press已取得授權並在北美開始出版
中文版单行本与日文版单行本相同，采用将韩文版单本拆成两册形式，内页分镜重新排版。
| 卷數 | D&C Media      | D&C Media                                             | 卷數 | 天闻角川      | 天闻角川               |
| 卷數 | 發售日期       | ISBN                                                  | 卷數 | 發售日期      | ISBN                   |
| ---- | -------------- | ----------------------------------------------------- | ---- | ------------- | ---------------------- |
| 1    | 2019年9月26日  | ISBN 979-118-932029-4（限定版） ISBN 979-119-136374-6 | 1    | 2022年9月5日  | ISBN 978-7-5543-1005-2 |
| 1    | 2019年9月26日  | ISBN 979-118-932029-4（限定版） ISBN 979-119-136374-6 | 2    | 2022年9月5日  | ISBN 978-7-5543-1067-0 |
| 2    | 2020年1月30日  | ISBN 979-118-932036-2（限定版） ISBN 979-119-136302-9 | 3    | 2024年9月下旬 | ISBN 978-7-5133-5713-5 |
| 2    | 2020年1月30日  | ISBN 979-118-932036-2（限定版） ISBN 979-119-136302-9 | 4    | 2024年9月下旬 | ISBN 978-7-5133-5714-2 |
| 3    | 2020年8月27日  | ISBN 979-118-932069-0（限定版） ISBN 979-119-136303-6 |      |               |                        |
| 3    | 2020年8月27日  | ISBN 979-118-932069-0（限定版） ISBN 979-119-136303-6 |      |               |                        |
| 4    | 2021年4月29日  | ISBN 979-119-136374-6（限定版） ISBN 979-119-136373-9 |      |               |                        |
| 4    | 2021年4月29日  | ISBN 979-119-136374-6（限定版） ISBN 979-119-136373-9 |      |               |                        |
| 5    | 2021年10月28日 | ISBN 979-116-777009-7（限定版） ISBN 979-116-777002-8 |      |               |                        |
| 5    | 2021年10月28日 | ISBN 979-116-777009-7（限定版） ISBN 979-116-777002-8 |      |               |                        |

### 遊戲
2021年4月，公布製作一款遊戲，以《我獨自升級:ARISE》（Solo Leveling:ARISE）為題，由韓國的知名遊戲公司Netmarble Corp以其為故事背景開發，於2024年5月8日正式於全球上線。现支持iOS、Android及Windows平台游玩
衍生作《我独自升级：起立·觉醒》由Netmarble Neo工作室开发，母公司Netmarble Corp发行，即将于2025年秋季发售Microsoft Windows版，上线微软商店、Steam平台，次年登陆Xbox Series X/S主机，支持云端游玩。本作相对手游版还新增4人协作对战模式，该游戏于2025年6月9日在微软游戏发布会上首次对外公开。
据Netmarble向Gematsu在内等媒体发表的声明，本作与手游版虽然相似，但公司内部定位是两款不同的游戏，与手游版进度互不相通。

### 電視動畫
2022年7月，公布製作一部電視動畫，由日本動畫公司A-1 Pictures擔任動畫製作，2023年9月10日公開首部預告片。第一季動畫於2024年1月6日至3月30日開播。第二季動畫「－起於闇影－」於2025年1月5日播出。

### 電視劇
2021年4月，公布製作一部電視劇，由美國製作中。 

## 外部連結
- KakaoPage的官方小說網站 （页面存档备份，存于）（韓語）
- KakaoPage官方網路漫畫網站 （页面存档备份，存于）（韓語）